# 575511 Bukk
575511 Bukk este o planetă minoră (asteroid) din centura de asteroizi. A fost descoperită pe 18 octombrie 2011 la Piszkéstetői Obszervatórium⁠(d) de  și a fost numită după Munții Bükk. 
Obiectul prezintă o orbită caracterizată de o semiaxă mare de 3,0510772478485 UAi, o excentricitate de 0,156405567218, o înclinație de 10,072396109491 ° în raport cu ecliptica.